# Monochrome Display Adapter

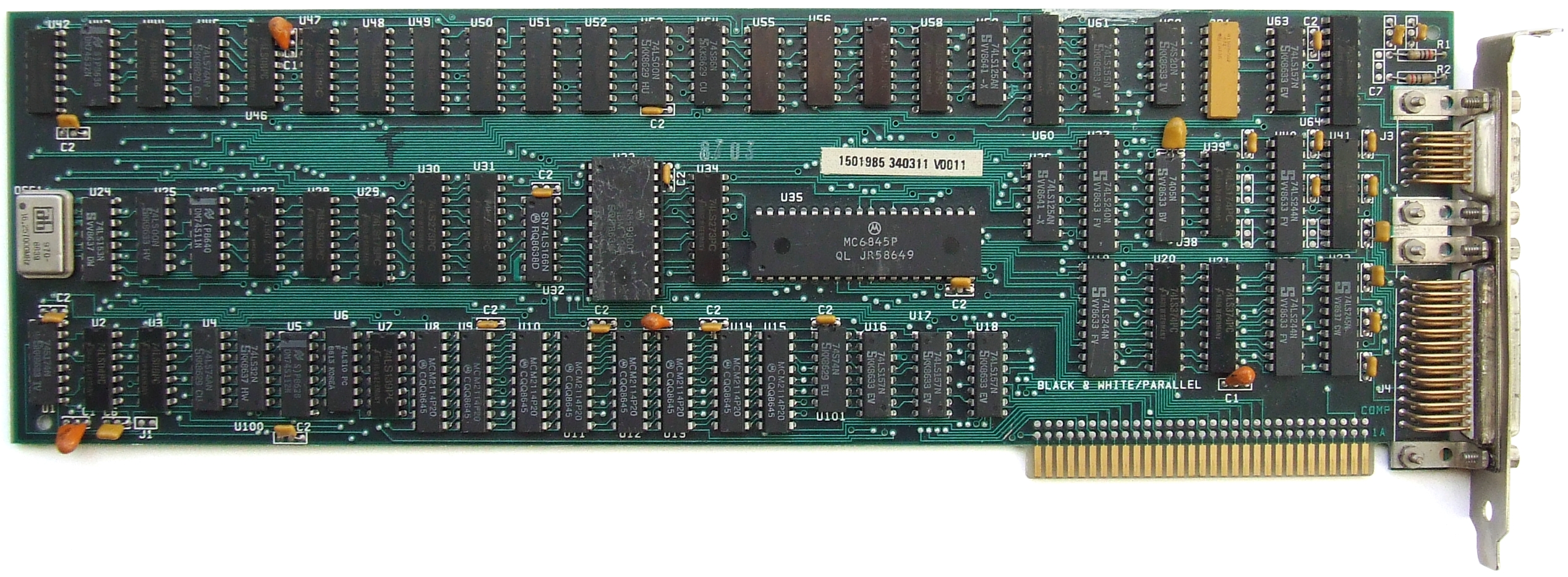
Targeta IBM MDA amb Motorola MC6845P i port d'impressora.

El Monochrome Display Adapter (MDA, «adaptador de pantalla monocrom», també conegut com a targeta MDA, Monochrome Display and Printer Adapter, MDPA, o «adaptador de pantalla i d'impressora monocrom») introduït el 1981, era la targeta de vídeo i el monitor estàndard d'IBM per al PC. El MDA no tenia mode gràfic; només presentava un únic mode text monocrom (mode de vídeo PC 7), que podria mostrar 80 columnes per 25 línies de caràcters de text d'alta resolució.

## Característiques

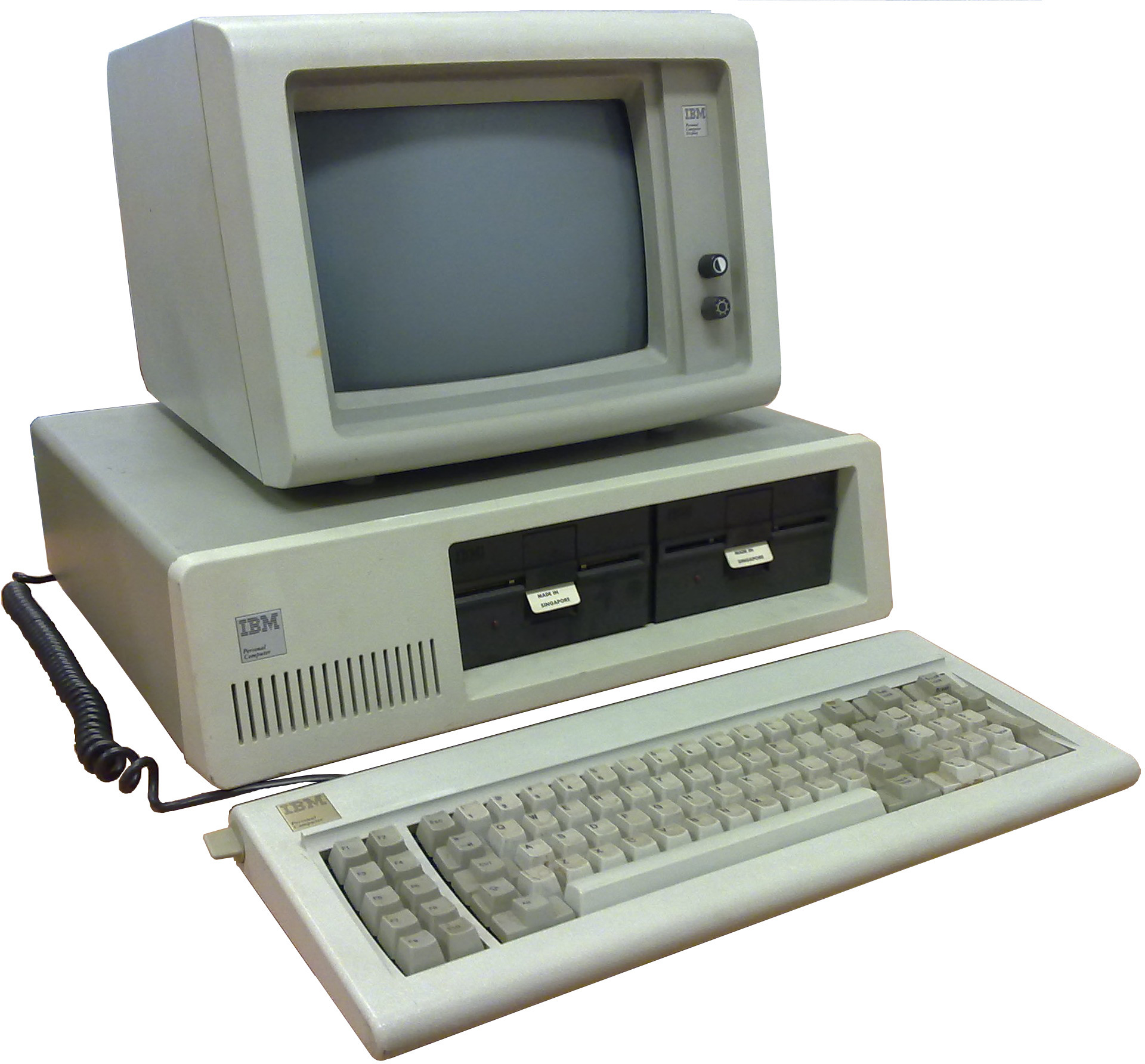
IBM PC original amb monitor monocrom MDA IBM 5151.

La targeta MDA estàndard d'IBM estava equipada amb 4 kilobytes de memòria de vídeo i un generador d'adreces de vídeo MC6845. L'alta resolució dels caràcters MDA (nitidesa) va ser una característica amb la intenció de facilitar l'ús comercial i de tractament de textos: cada caràcter va ser renderitzat en una matriu de 9×14 píxels, dels quals 7×11 van fer el caràcter mateix (els altres píxels s'utilitzen per a l'espai entre les columnes de caràcters i línies). Alguns caràcters, com la «m» minúscula, van ser renderitzats a través de 8 píxels.
La resolució teòrica total de la pantalla MDA va ser de 720×350 píxels. Aquest número s'arriba a través de càlcul d'ample dels caràcters (9 píxels) per columnes de text (80) i alçada dels caràcters (14 píxels) per línies de text (25). Tanmateix, el MDA no pot ocupar-se dels píxels individuals; sinó que només podia treballar en mode text, limitant la seva elecció de patrons de visualització a 256 caràcters. El seu conjunt de caràcters es coneix com la taula de codis 437. Els patrons de caràcters s'emmagatzemaven en la memòria ROM de la targeta, i així no podrien ser canviats pel programari. L'única manera de simular contingut «gràfic» a la pantalla va ser a través d'art ASCII.
El MDA original d'IBM va incloure un port paral·lel d'impressora (per això el seu nom original d'«adaptador de pantalla i d'impressora monocrom»), evitant així la necessitat d'una interfície paral·lela separada en ordinadors equipats amb un MDA.

### Atributs dels caràcters
El MDA presentava els següents atributs de caràcter: invisible, subratllat, normal, brillant (negretes), vídeo invers i parpelleig; alguns d'aquests atributs es podrien combinar, de manera que, per exemple, es podria produir un text brillant subratllat.
|                     | \| Atribut \| Representació \| \| ------------------- \| ------------------- \| \| Invisible \| Invisible \| \| Normal \| Normal \| \| Subratllat \| Subratllat \| \| Brillant \| Brillant \| \| Brillant subratllat \| Brillant subratllat \| \| Vídeo invers \| Vídeo invers \| \| Invisible invers \| Invisible invers \| |
| Atribut             | Representació |
| Invisible           | Invisible |
| Normal              | Normal |
| Subratllat          | Subratllat |
| Brillant            | Brillant |
| Brillant subratllat | Brillant subratllat |
| Vídeo invers        | Vídeo invers |
| Invisible invers    | Invisible invers |

## Especificacions

### Connectors
Nombre de pins (mirant al sòcol).
| Pin | Funció                  |
| --- | ----------------------- |
| 1   | Terra                   |
| 2   | Terra                   |
| 3   | No s'utilitza           |
| 4   | No s'utilitza           |
| 5   | No s'utilitza           |
| 6   | Intensitat              |
| 7   | Vídeo                   |
| 8   | Sincronisme horitzontal |
| 9   | Sincronisme vertical    |

### Senyal
| Tipus     | Digital, TTL |
| Resolució | 720h × 350v  |
| H-freq    | 18,432 kHz   |
| V-freq    | 50 Hz        |
| Colors    | 2-4          |

## Principals competidors
Hi havia dos adaptadors de pantalla competidors habitualment disponibles:
- Per als usuaris de PC que exigien gràfics de mapa de bits i/o color, IBM va oferir el seu Color Graphics Adapter (CGA, o «Adaptador de Gràfics en Color»), llançat alhora amb el seu MDA. La resolució més baixa dels seus caràcters en mode text (en comparació amb el MDA) i l'absència d'un port d'impressora, que s'incloïa a la targeta MDA original, va fer les targetes CGA menys atractives per les empreses.
- Introduït el 1982, el no-IBM Hercules Graphics Card (o HGC) oferia tant un mode MDA compatible amb el mode de text d'alta resolució i un mode gràfic monocrom. Podria tractar píxels individualment i mostrar una imatge en blanc i negre de 720×348 píxels. Aquesta resolució era millor que fins i tot la més alta resolució monocromàtica que les targetes CGA podien oferir.[2] Així, fins i tot sense una capacitat de color de qualsevol tipus, l'oferta de l'adaptador Hèrcules de gràfics monocrom sense sacrificar la qualitat del text MDA-equivalent ho va convertir en una opció més desitjable per a molts.